# عشق یک توپه
عشق یک توپه (انگلیسی: Love Is a Ball) فیلمی در ژانر کمدی رمانتیک به کارگردانی دیوید سوئیفت است که در سال ۱۹۶۳ منتشر شد.

## بازیگران
- گلن فورد
- هوپ لانگ
- شارل بوآیه
- ریکاردو مونتالبان
- تلی ساوالاس
- روث مک‌دویت